# Gordon Strachan
Gordon Strachan, né le 9 février 1957 à Édimbourg, est un  footballeur international puis entraîneur écossais. Il est devenu ensuite entraîneur de club. L'Écossais a évolué comme joueur dans les rangs du Dundee FC, Aberdeen, Manchester United, Leeds United et Coventry tout en devenant l'un des piliers de la sélection écossaise de 1980 à 1992 (50 capes et 5 buts). À la fin de sa longue carrière (626 matches en club pour 138 buts), le milieu de terrain rejoint le banc et entraîne successivement Coventry, Southampton, Celtic Glasgow avant de prendre brièvement les rênes de Middlesbrough FC qu'il quitte à l'été 2010. En janvier 2013, il reprend le poste de sélectionneur national de l'Écosse. Il fait partie du Scottish Football Hall of Fame, depuis 2007, lors de la quatrième session d'intronisation. Il fait partie du Tableau d'honneur de l'équipe d'Écosse de football, où figurent les internationaux ayant reçu plus de 50 sélections pour l'Écosse, étant inclus en mars 1992.

## Biographie

### Joueur

#### Dundee Football Club(1972-1977)
Strachan fait ses débuts en janvier 1971 avec l'équipe première de Dundee FC en tant que milieu droit. Il s'y impose petit à petit, disputant 69 matches en 3 saisons et devenant même le plus jeune capitaine de l'Histoire du club.

#### Aberdeen(1977-1984)
En novembre 1977, il rejoint le club d'Aberdeen ou il inscrit la bagatelle de 55 buts en 183 matches en sept saisons. Ces performances sous le maillot des rouge et blanc lui ouvre les portes de la sélection en 1980. Faisant partie de la grande équipe d'Aberdeen des années 1980 dirigée par Alex Ferguson qui met fin temporairement à la suprématie du Celtic et des Rangers dans le football écossais, il gagne deux Championnats (en 1980 et 1984), 3 Coupes d'Écosse mais aussi la Coupe des Coupes 1982-1983 (Strachan dispute l'intégralité de la Finale disputée à Ullevi le 11 mai 1983 et remportée face au Real Madrid 2-1 après prolongations) puis la Supercoupe de l'UEFA 1983 face au Hambourg SV (0-0 2-0).

#### Manchester United(1984-1989)
En août 1984, Manchester dépense 500 000 livres pour le faire venir en Angleterre. L'Écossais contribue à la victoire de son club en Coupe d'Angleterre en 1985 disputant la finale à Wembley le 18 mai 1985 au côté de son capitaine Bryan Robson (victoire 1-0 après prolongation face à Everton. Dès lors, Strachan est victime de blessures à répétition qui lui font perdre irrémédiablement sa place dans le onze de départ des Red Devils. En 1989 et après cinq saisons (160 matches - 33 buts), l'Écossais fait ses adieux à Old Trafford pour Elland Road et Leeds.

#### Leeds United(1989-1995)
Recruté pour 200 000 livres en mars 1989, Strachan arrive en cours de saison alors que les Whites évoluent en Deuxième division anglaise. Devenant rapidement capitaine de l'équipe, il participe à l'explosion de son club qui en quelques mois bouscule les plus grandes équipe du Royaume: la saison suivant son arrivée au club, il accède ainsi à la Première division après huit ans de purgatoire, devenant même champion d'Angleterre de deuxième division (1989-1990). Durant l'exercice suivant, les joueurs de Leeds décroche une étonnante quatrième place. Strachan est alors élu Footballeur de l'année de la FWA de la saison 1990-1991 par la Football Writers' Association. Un an plus tard, lors de la saison 1991-1992 il devient Champion d'Angleterre dans une équipe ou évoluent Gary McAllister et Éric Cantona.
Après ces succès, Leeds connait plusieurs années noires, flirtant même avec la relégation lors de la saison 1992-1993 (17e place). Strachan, à l'image du club brille peu mais reste un des piliers de l'équipe malgré des problèmes récurrents au dos. À 38 ans, après 197 matches (et 37 buts) dans le Yorkshire, l'Écossais s'offre un dernier challenge en rejoignant Coventry City en mars 1995.

#### Coventry City(1995-1997)
À Coventry, le milieu offensif connait sa première expérience dans la gestion tactique d'équipe puisqu'il est entraîneur-joueur des Sky-Blues. Durant ces trois saisons dans les West Midlands, Strachan joue peu (26 matches) mais contribue néanmoins au maintien de son équipe en Premier League (lors de la saison 1995-1996, Coventry se maintient ainsi à la seule différence de buts). Finalement, l'Écossais d'Édimbourg arrête sa carrière de joueur en 1997 à l'âge de 40 ans. Il devient alors le joueur de champ le plus âgé ayant joué un match en Première division anglaise (le gardien de Manchester City a fait mieux John Burridge en disputant une rencontre en championnat à l'âge de 43 ans au cours de la saison 1994-1995). Au total, Strachan a  joué 635 rencontres (138 buts) avec cinq maillots différents.

#### Carrière internationale
Strachan décroche sa première cape le mai 1980 à l'occasion d'une rencontre comptant pour le British Home Championship, tournoi annuel réunissant les différentes équipes britanniques et opposant l'Écosse à l'Irlande du Nord (0-1) à Belfast. L'Écossais, alors âgé de 23 ans évolue à Aberdeen. Quelques mois plus tard, il inscrit son premier but sous le maillot noir de la Tartan Army à Solna face à la Suède (1-0) au cours d'un match comptant pour les éliminatoires de la Coupe du monde 1982. L'Écosse se qualifie pour la phase finale de cette compétition qui se déroule en Espagne et Gordon Strachan fait naturellement partie des joueurs convoqués pour représenter le pays. Les Écossais sont intégrés dans le Groupe 6 au côté du Brésil, de l'URSS et de la Nouvelle-Zélande. Strachan participe aux trois rencontres du premier tour de son équipe mais cette dernière est éliminée logiquement après une défaite face aux Brésiliens (1-4), une victoire face aux All-Whites (5-2) et un nul face aux Soviétiques (2-2).
Quatre ans plus tard, Strachan et la Tartan Army se qualifie de nouveau pour la phase finale d'une Coupe du monde en disputant la Coupe du monde de football de 1986 au Mexique. Les Écossais passent complètement à côté de leur compétition, perdant deux de leur matches du premier tour face au Danemark (0-1) et à la RFA (1-2) pour un seul nul contre l'Uruguay (0-0). Ils sont éliminés dès le premier tour. Strachan, titulaire indiscutable au milieu de terrain, dispute ces trois matches, inscrivant d'ailleurs le seul but de son équipe dans la compétition face aux Allemands.
Strachan porte à cinq reprises le brassard de capitaine de l'équipe durant la saison 1991-1992. Après 50 sélections et 5 buts, il connait sa dernière cape le 25 mars 1992 à Glasgow lors d'une rencontre amicale opposant son équipe à la Finlande (1-1). Il est remplacé à la 65e minute par son ancien coéquipier à Leeds, Gary McAllister.

### Entraîneur

#### Coventry City(1997-2001)
En novembre 1996, Ron Atkinson devient manager de Coventry et sollicite naturellement Strachan pour entraîner l'équipe première quelques mois après l'arrêt de sa carrière en tant que joueur sous le maillot des Sky Blues. Strachan prend officiellement les rênes de l'équipe le 5 novembre 1996. Dès sa première saison quasi complète sur le banc (en ne comptant pas les saisons ou il est entraîneur-joueur), Strachan voit son équipe se sauver à la dernière journée grâce aux contre-performances de ses concurrents directs, Middlesbrough et Sunderland. Dans l’exigeante Premier League, Coventry a du mal à briller et Strachan voit son club rester dans le dernier tiers du classement au cours des trois saisons suivantes. L'exercice 2000-2001 est même carrément catastrophique pour Coventry qui termine à la 19e place et est relégué en deuxième division du championnat d'Angleterre après 34 saisons en première division. Strachan commence le début de saison suivante sur le banc des bleus et noir mais face à la colère des supporters qui l'ont pris en grippe depuis quelques mois, il est contraint au départ après seulement cinq matches.

#### Celtic Glasgow(2005-2009)
En mai 2005, Strachan succède à Martin O'Neill à la tête du Celtic. Il favorise les jeunes et laisse partir des joueurs clés du Celtic comme John Hartson et Chris Sutton pour faire place à Shaun Maloney et Aiden McGeady, ces départs sont aussi liés à une volonté du club de faire baisser la masse salariale. Il recrute aussi le talentueux japonais Shunsuke Nakamura. Durant ces 4 années à la barre du Celtic, Strachan gagne 3 titres de Champion d'Écosse et 1 coupe d'Écosse. Au niveau international, le club ne dépassa jamais les 8e de finale de la Ligue des champions. En 2009, le Celtic perd le titre de champion d'Écosse au profit de son rival, le Glasgow Rangers ce qui conduit Strachan à démissionner et, lui permet de tenter un nouveau challenge à Middlesbrough.

### Sélectionneur
Le 15 janvier 2013, Gordon Strachan prend les rênes de l'équipe nationale écossaise. Il succède à Craig Levein. Son premier match avec l'équipe fut également sa première victoire, l'Écosse bat l'Estonie 1 à 0 grâce à un but de Charlie Mulgrew.

## Clubs

### Joueur
- 1972-1977 : Dundee FC ( Écosse)
- 1977-1984 : Aberdeen FC ( Écosse)
- 1984-1989 : Manchester United ( Angleterre)
- 1989-1996 : Leeds United ( Angleterre)
- 1996-1997 : Coventry City ( Angleterre)

### Entraîneur

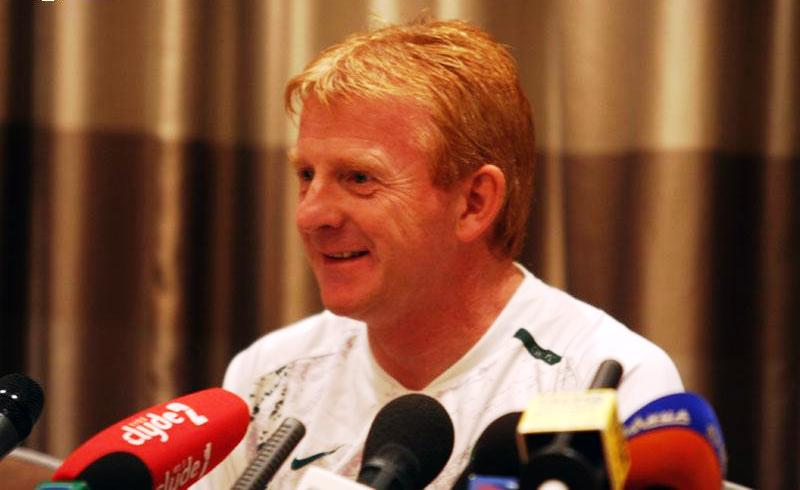
Gordon Strachan lors d'une conférence de presse.

- 1997-2001 : Coventry City ( Angleterre)
- 2001-2004 : Southampton ( Angleterre)
- 2005-2009 : Celtic Glasgow ( Écosse)[3].
- Oct. 2009-oct. 2010 : Middlesbrough FC ( Angleterre)
- janv. 2013-oct. 2017 : Équipe nationale d'Écosse

## Palmarès joueur

### En club
- Vainqueur de la Supercoupe d'Europe en 1983 avec Aberdeen FC
- Vainqueur de la Coupe d'Europe des Vainqueurs de Coupe en 1983 avec Aberdeen FC
- Champion d'Écosse en 1980 et en 1984 avec Aberdeen FC
- Champion d'Angleterre en 1992 avec Leeds United
- Vainqueur de la Coupe d'Écosse en 1982, en 1983 et en 1984 avec Aberdeen FC
- Vainqueur de la Coupe d'Angleterre en 1985 avec Manchester United
- Vainqueur du Charity Shield en 1992 avec Leeds United

### EnÉquipe d'Écosse
- 50 sélections et 5 buts entre 1980 et 1992
- Participation à la Coupe du Monde en 1986 (Premier Tour) et en 1990 (Premier Tour)

### Distinctions individuelles
- Élu meilleur joueur du championnat d'Écosse en 1980
- Élu meilleur joueur du championnat d'Angleterre en 1991
- Membre de l'équipe-type PFA de First Division en 1991
- Membre de l'équipe-type PFA de Second Division en 1990
- Élu joueur de l'année de Leeds United en 1993
- Élu 4e du Ballon d'Or en 1983 par France Football
- Introduit au Hall of Fame anglais en 2016

## Palmarès entraîneur
- Champion d'Écosse en 2006, en 2007 et en 2008 avec le Celtic FC
- Vainqueur de la Coupe d'Écosse en 2007 avec le Celtic FC
- Vainqueur de la Coupe de la Ligue d'Écosse en 2006 et en 2009 avec le Celtic FC

### Distinctions individuelles
- Élu entraîneur de l'année SPFA en 2006
- Élu entraîneur de l'année SFWA en 2005 et en 2006
- Élu entraîneur de l'année PFA en 2006 et en 2009
- Élu entraîneur du mois du championnat anglais en décembre 1996, en février 1998, en janvier 2002 et en décembre 2002